# Života Panić
Života Panić (en cirílico serbio, Живота Панић) (3 de noviembre de 1933, en Gornja Crnišava, Reino de Yugoslavia - 19 de noviembre de 2003, en Belgrado,  Serbia y Montenegro) fue el último ministro de defensa y jefe del estado mayor en el gobierno de Yugoslavia.
Panić tenía el rango de general, y estuvo a cargo del ejército del pueblo yugoslavo después de la dimisión del general Blagoje Adžić en 1992. Panić estuvo en el cargo desde 1992 hasta 1993 (en la República Federal de Yugoslavia) a través de la disolución de la República Socialista Federativa de Yugoslavia. En 1993, fue despedido por los escándalos relacionados con su hijo Goran Panić que estaba abasteciendo al ejército a supuestos precios inflados.